# RNIL 302
De RNIL 302 is een route nationale d'intérêt local in het Franse departement Seine-Saint-Denis ten oosten van Parijs. De weg loopt van de Porte de Montreuil in de Boulevard Périphérique in Parijs via Montreuil en Rosny-sous-Bois naar Gagny en is 12 kilometer lang.

## Geschiedenis
In 1933 werd de N302 gecreëerd als onderdeel van de tweede ring van radiale wegen vanaf Parijs. Deze weg werd in 1959 om Montreuil heen gelegd. In 2006 werd de weg overgedragen aan het departement Seine-Saint-Denis, omdat de weg geen belang meer had voor het doorgaande verkeer. Seine-Saint-Denis weigert echter om de weg een nieuw nummer te geven, waardoor de weg nog steeds als route nationale wordt aangegeven.